# آكتوكسوماب
آكتوكسوماب هو جسم مضاد وحيد النسيلة منشأه بشري طوّر ليستخدم في حالات عدوى كلوستريديوم ديفيسيلي المتكررة.
آكتوكسوماب وبزلوتوكسوماب طورا في تجاربهما السريرية بالاشتراك بين مؤسسة ميداركس (Medarex Inc) ومدرسة الطب بجامعة ماساتشوستس. الأبحاث منح امتيازها فيما بعد لشركة ميرك أند كو للأدوية لغرض التطوير والتسويق.